# Can Raset (Corçà)
Can Raset és una obra de Corçà (Baix Empordà) inclosa a l'Inventari del Patrimoni Arquitectònic de Catalunya.

## Descripció
Edifici situat al carrer Major del nucli rural de Matajudaica de dos nivells i planta baixa.
Està construïda amb els materials propis de la zona, i al mateix temps seguint el sistema constructiu també propi. És a dir, l'estructura portant està feta amb pedra i morter de calç, i la coberta amb teula àrab. També s'hi observa un tímid arrebossat.

## Història
És de destacar la terrassa cantonera, i la galeria coberta que s'obra al seu costat.